# Flickr
Flickr je spletno mesto, ki omogoča gostovanje za slike in videoposnetke. Namenjeno je urejanju fotografij in videa ter deljenju vsebine uporabnikov z drugimi uporabniki.

## Kratka zgodovina
Spletno omrežje Flickr je bilo razvito leta 2004 s strani Ludicorp in leta 2005 prevzeto s strani podjetja Yahoo. Spletno omrežje nam omogoča shranjevanje slik z osebami, s katerimi mi to želimo. Omrežje je postalo "dom" več bilijonom slik in 10 milijonov uporabnikov.

## Lastnosti omrežja
Spletno omrežje Flickr nam omogoča ustvarjanje lastnega računa (Account), zaradi tega je postalo že delno socialno omrežje. Po uspešno ustvarjenem računu in prijavi lahko uporabnik nalaga fotografije, ustvarja albume, deli fotografije (javno, zasebno), komentira fotografije ostalih. Ustvarja si lahko skupine (prijatelji, družina) ter nove slike deli le med eno skupino ali poljubno mnogimi skupinami.

Uporabnik ima na spletnem omrežju Flickr na voljo nekaj brezplačnega prostora, če pa hoče več prostora in polno funkcionalnost samega omrežja, je pa omrežje plačljivo.

Spletno omrežje nam omogoča nalaganje slik na več načinov:
- preko interneta
- mobilnega telefona (aplikacija za Android in iPhone)
- elektronske pošte
- namizne aplikacije

Slike oziroma albume lahko delimo s prijatelji tako, da jih vidijo preko:
- spletne strani Flickr
- elektronske pošte
- RSS novic
- na blogih z deljenjem povezave

Slike delimo poljubno s prijatelji, jim pripisujemo beležke in jih lahko komentiramo.

## Varnost
Spletno omrežje Flickr je poskrbelo tudi za varnost, saj uporabljajo Multi_backup sistem, ki nam omogoča avtomatsko shranjevanje slik na več različnih lokacij (strežnikov). S tem zagotavljajo, da uporabniki ne bodo več izgubili nobene slike.